# Weichselstein
Weichselstein ist ein Gemeindeteil der Gemeinde Sengenthal im Landkreis Neumarkt in der Oberpfalz in Bayern.

## Lage
Der Weiler liegt auf rund 448 m ü. NHN südlich von Neumarkt am Rand des Neumarkter Talkessels. Von Sengenthal aus führt in Richtung Nordosten eine Gemeindeverbindungsstraße nach Weichselstein und von dort aus in Richtung Norden nach Neumarkt-Lähr.

## Geschichte
Das um 1280 geschriebene Urbarium Baiuarium Transdanubiae weist aus, dass die bayerischen Herzöge in Weichselstein drei Huben und den Zehnt besaßen. 1340 ist ein Konrad der Weichselsteiner nachweisbar, der Gerichtsschöffe zu Berngau war. Spätere Besitzer von Weichselstein waren die Adelsfamilien Rossraben und Parsten. Am Ende des Alten Reiches, um 1800, bestand Weichselstein aus zwei Halbhöfen (Mayer und Großmann) der Unteren Hofmark Berngau und unterstand hochgerichtlich dem herzoglich-baierischen Schultheißenamt Neumarkt.
Im Königreich Bayern war Weichselstein dem zwischen 1810 und 1820 gebildeten Steuerdistrikt Leutenbach zugeordnet. Mit dem Gemeindeedikt von 1818 wurde die Ruralgemeinde Sengenthal gebildet, der auch Weichselstein angehörte, das 1836 aus vier Häusern bestand. Kirchlich gehörte der Weiler zur Stadtpfarrei St. Johannes der Täufer Neumarkt. 1836 wurde ein Waffenhammer von Weichselstein erwähnt.
Gemäß der Volkszählung vom 1. Dezember 1871 bestand der Weiler zu dieser Zeit aus neun Gebäuden mit zwölf Einwohnern; an Großvieh waren zwei Pferde und 21 Stück Rindvieh vorhanden.

### Einwohnerzahlen
- 1830: 25 (3 Häuser)[8]
- 1836: 27 (4 Häuser)[9]
- 1861: 16 (8 Gebäude)[10]
- 1871: 12 (9 Gebäude)[11]
- 1900: 16 (2 Wohngebäude)[12]
- 1938: 18[13]
- 1961: 12 (3 Wohngebäude)[14]
- 1987: 09 (3 Wohngebäude, 3 Wohnungen)[1]

## Baudenkmäler

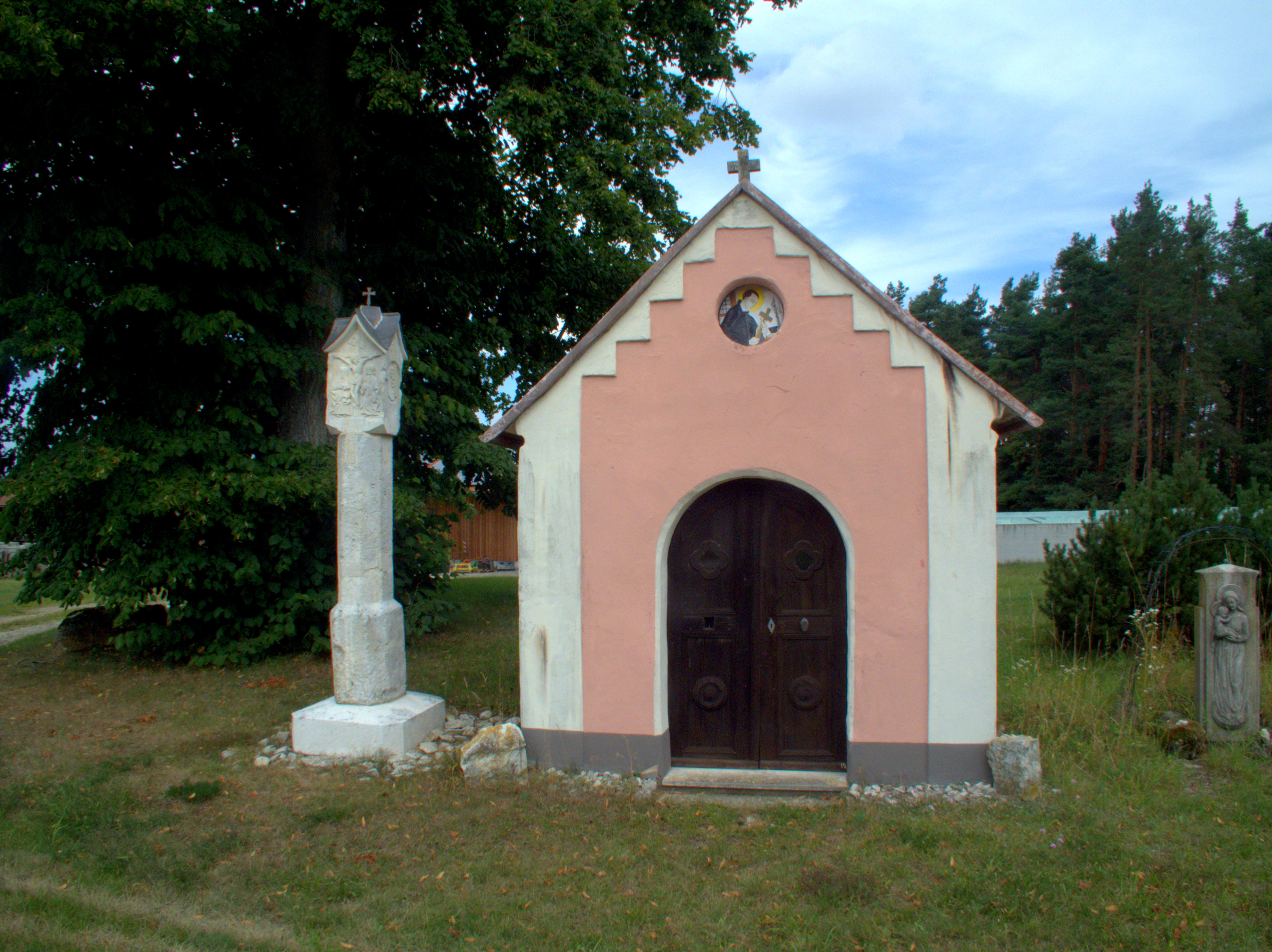
Hofkapelle St. Maria mit der „Weißen Marter“

Die Feldkapelle St. Maria, erbaut 1863 von Michael Feßmann, der daneben stehende Bildstock Weiße Marter, ein vierseitiger Figurentabernakel auf hohem achtseitigen Pfeiler von 1480 mit der Darstellung der Kreuzigung Christi und rückwärtig der Darreichung des Schweißtuches der Veronika, ein Steinstadel aus dem 18. Jahrhundert und ein Zuhaus eines ehemaligen Bauernhofes von 1665 bzw. 1793 gelten als Baudenkmäler.